# 阮太平坊

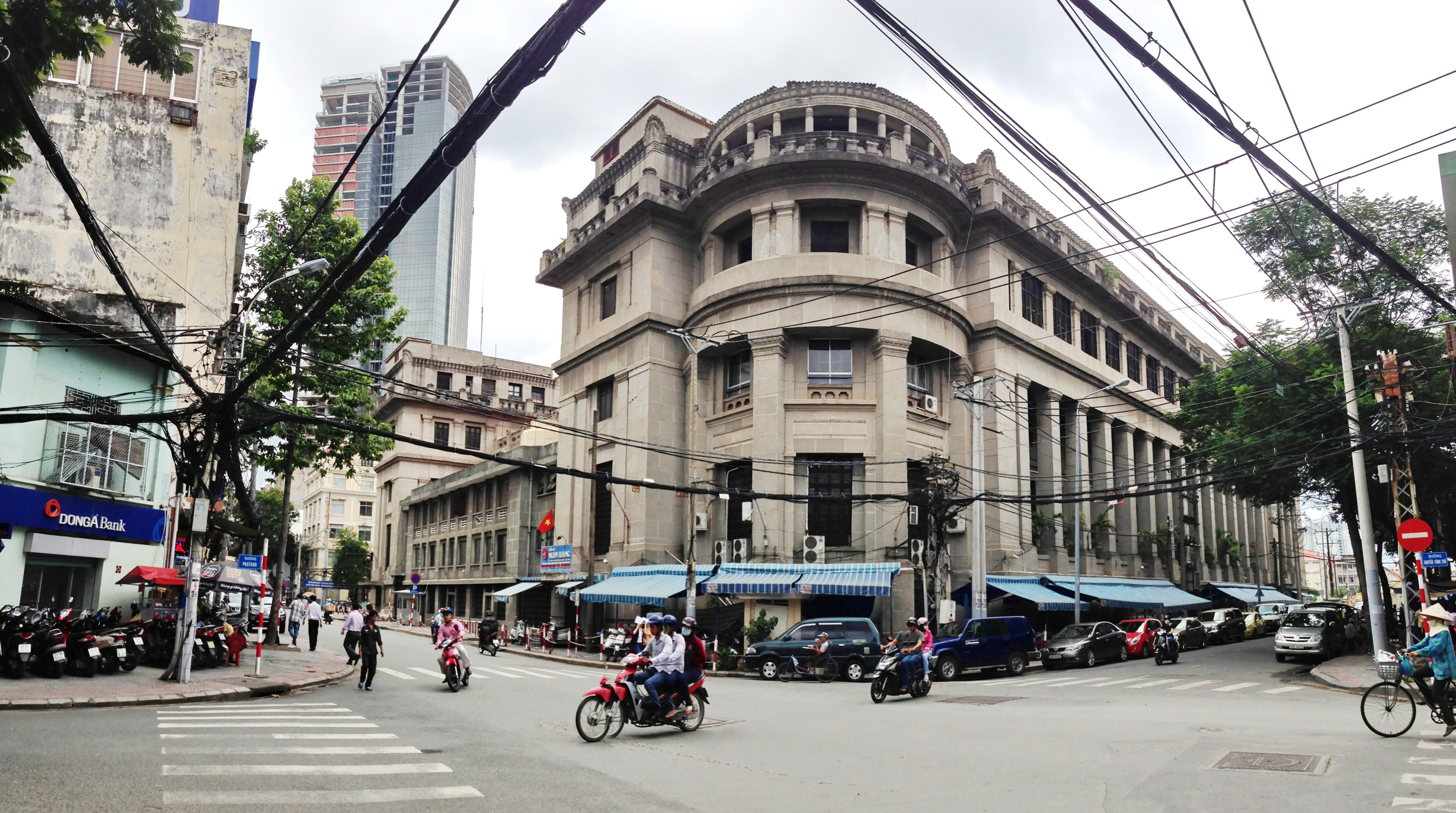

阮太平坊是越南第一郡的一个坊。

## 地理
阮太平坊位于第一郡南部，地理位置：
- 东邻守德市
- 西邻范五老坊和梂翁領坊
- 南邻第四郡
- 北邻𤅶犧坊和𤅶城坊。

阮太平坊面积0.5 km²,1999年人口19450人 人口密度 38900人/km²。